# Аврюзтамак
Аврюзтама́к (рос. Аврюзтамак, башк. Әүрезтамаҡ) — присілок у складі Альшеєвського району Башкортостану, Росія. Входить до складу Нижньоаврюзовської сільської ради.
1989 року в околицях села був знайдений Аврюзтамацький скарб.
Населення — 68 осіб (2010; 85 в 2002).
Національний склад:
- татари — 86 %